# Surpreendido pela Alegria
Surpreendido pela Alegria é a autobiografia escrita por C. S. Lewis em 1955. Especificamente, Lewis narra neste livro seu processo de conversão do ateísmo para o cristianismo.

## Ligações Externas
- «BBC, Biografia e Bibliografia de C. S. Lewis» (em inglês)